# リュ・ヒョヨン
リュ・ヒョヨン（류효영、1993年4月22日 - ）は、韓国光州出身の女優。10人組のアイドルグループ「男女共学」および女性5人組のアイドルグループ「5Dolls」のメンバー。
本名のリュ・ヒョヨンで活動していたが、2020年10月にビッグピクチャーエンターテインメントと専属契約し、芸名をチョン・ウヨン（정우연）として新たに活動を始めた。
なお、女性7人組アイドルグループ「T-ARA」の元メンバーのリュ・ファヨンは双子の妹である。

## 出演

### テレビドラマ
- ジャングルフィッシュ2（2010年11月4日 - 2010年12月30日、KBS） - チョン・ユミ役
- 最高の愛〜恋はドゥグンドゥグン〜（2011年5月4日 - 2011年6月23日、MBC）  - ハ・ルミ役
- ゆれながら咲く花（2012年12月3日 - 2013年1月28日、KBS） - イ・ガンジュ役
- 12年ぶりの再会（2014年、JTBC） - チュ・ダヘの少女時代役
- 家族の秘密（2014年 - 2015年、tvN） - コ・ウンビョル役
- 黄金のポケット（2016年 - 2017年、MBC） - クム・ソルファ役
- 不滅の恋人（2018年3月3日 - 2018年5月6日、TV朝鮮） - ユン・ナギョム役
- ごはんに願いを～人生逆転レストラン～（2021年、MBC） - キム・ヨンシン役[3]
- その恋、断固お断りします（2023年、Netflix） - パーティの招待客役
- 空の緑（2023年4月17日 - 、MBC） - カン・セナ役[4]